# 오오타 요시코
오오타 요시코(일본어: 太田 淑子 おおた よしこ[*], 본명 : 사카 요시코(阪 淑子), 결혼 전 성 : 오오타(太田), 1932년 (쇼와 7년) 4월 25일 - 2021년 (레이와 3년) 10월 29일)는 일본의 배우이자 성우이다. 최종 소속 사무소는 테아토르 에코이다. 교토부 출신이고, 문헌에 따라서는 오래 지낸 효고현 아마가사키시를 출신지로 하는 경우도 있다.

## 약력
어렸을 때는 공주가 되고 싶었다고 한다.
중학교 시절에 다카라즈카 가극단의 무대를 보고 무대에 서있던 코시지 후부키, 오토와 노부코, 아와시마 치카게 등을 동경해 "꼭 들어간다! 공주님을 할거다!"라고 결의해, 1947년, 소노다가쿠엔중학교를 졸업 한 후에 다카라즈카 가극단에 입단하였다. 35기생 (동기생으로 스미 하나요, 타카치호 히즈루, 미야비 노리코)이다. 다카라즈카 입단 당시 성적은 34명 중 20등이었다. 여역으로 활동하였고, 재단 중 예명은 와카기 소노코 (若樹 苑子)였고, 후에 와카기 미노리 (若樹 美乃里)로 개명하였다. 그 무렵에 NHK 라디오의 공개 녹음 프로그램 『다카라즈카 퍼레이드(宝塚パレード)』에 몇번 출연해, 목소리로 출연했지만 공주를 연기했다. 1952년 12월 31일에 다카라즈카 가극단 퇴단 후, NHK 오사카 방송 극단에 소속하였다. 1963년, 테아토루 에코에 입단하여, 애니메이션 출연을 시작하였다.
2021년 10월 29일, 심부전으로 입원한 병원에서 89세의 나이로 사망했다.

## 인물
남편은 성우 사카 오사무이다. 두 사람은 오사카에서 다른 방송국이 설립한 극단에 소속되어 있던 시기에 알게 되었고, 1964년경 함께 상경했다.
1960년대는 테즈카 애니메이션의 히어로, 히로인의 목소리를 연기했다. 대표작인 『비밀의 아코짱』의 애니메이션 3편에 모두 출연하였다 (배역은 매번 다르다).
『도라에몽 (제1작)』 (니혼테레비 판)에서 노비 노비타 역을 연기한, 초대 노비타 역의 성우이다. 『도라에몽 (제2작 1기)』 (TV아사히판)에서는 노비타의 고손자인 세와시 역을 연기했다.
『얏타맨』에서는 주역인 얏타맨보다 악역인 드론보 일당의 출연이 늘어난 것에 대해 "나쁜 짓만 두드러지네"라고 불만을 가졌던 것이 회자되고 있다.
젊었을 때, 샐리 필드의 더빙을 담당하였다.
도쿄 애니메이션 어워드 페스티벌 2016 (TAAF 2016)의 애니메이션 공로 부문에서 수상하였다.